# Steve Gadd
Stephen Kendall "Steve" Gadd (n. 9 de abril de 1945 en Irondequoit, Nueva York) es un baterista de estudio y concierto estadounidense. Ha trabajado con artistas destacados tales como Michel Pietrucciani, Paul McCartney, Paul Simon, Steely Dan, Al Jarreau, Joe Cocker, Stuff, Bob James, Chick Corea, Eric Clapton, James Taylor, Jim Croce, Eddie Gomez, The Manhattan Transfer, Michal Urbaniak, Steps Ahead, Al Di Meola, Manhattan Jazz Quintet, Richard Tee, Alex Acuña y muchos otros.

## Biografía
Steve Gadd nació en Irondequoit, en el estado de Nueva York. Cuando tenía siete años su tío, que tocaba la batería en el Ejército de los Estados Unidos, alentó a Gadd para que tomara clases de batería. Gadd llegó a ser un gran talento, tanto que a los once años obtuvo un puesto en la banda del destacado músico de jazz Dizzy Gillespie.
Tras graduarse en la Eastridge High Scool de Irondequoit estuvo dos años en la Escuela de Música de Manhattan, desde donde fue transferido a la Escuela de Música de Eastman, en Rochester.
Durante los últimos 30 años ha sido y es considerado por las revistas especializadas Modern Drummer y Drummer World como unos de los diez mejores bateristas del mundo. Su estilo es inconfundible y es uno de los bateristas más buscados y cotizados.[cita requerida]
Sus aportaciones van del jazz-rock progresivo con Chick Corea al solo de batería de estudio más laureado en el disco Aja (1977) de Steely Dan. Ha acompañado a Eric Clapton en giras mundiales durante varios años.

## Equipo
Gadd utiliza equipamiento de la marca Yamaha Drums desde 1976. Utilizó durante mucho tiempo la Yamaha Recording Custom, pero actualmente utiliza el set que Yamaha y él mismo desarrollaron con su nombre, la Yamaha Steve Gadd RC.
Gadd contribuyó en el desarrollo de su línea signature de su serie favorita, Zildjian K Custom.
Las baquetas que usa Gadd son un modelo signature de la marca Vic Firth, algo más cortas que el modelo estándar 5A y pintadas de negro hasta la cabeza de la baqueta.